# Huîtrier de Finsch
Haematopus finschi
Espèce
L'Huîtrier de Finsch (Haematopus finschi) est une espèce d'oiseaux limicoles de Nouvelle-Zélande appartenant à la famille des Haematopodidae.
Son nom honore le naturaliste allemand Otto Finsch (1839-1917).